# Solfatara di Pozzuoli
La solfatara di Pozzuoli è uno dei quaranta vulcani che costituiscono i Campi Flegrei; è ubicata a circa tre chilometri dal centro della città di Pozzuoli. Si tratta di un antico cratere vulcanico ancora attivo ma in stato quiescente che da circa due millenni conserva un'attività di fumarole d'anidride solforosa, getti di fango bollente ed elevata temperatura del suolo: altre attività simili si riscontrano anche in altre parti del mondo e vengono indicate con il nome di solfatare proprio per la similitudine con quella puteolana.
La Solfatara, nome col quale viene indicato il cratere piuttosto che l'intero edificio vulcanico, ha una forma ellittica con diametri di settecentosettanta e cinquecentottanta metri, mentre il perimetro è di due chilometri e trecento metri; la parte più alta della cintura craterica è posta a centonovantanove metri ed è chiamata monte Olibano mentre il fondo del cratere è posto a novantadue metri sul livello del mare.

## Storia

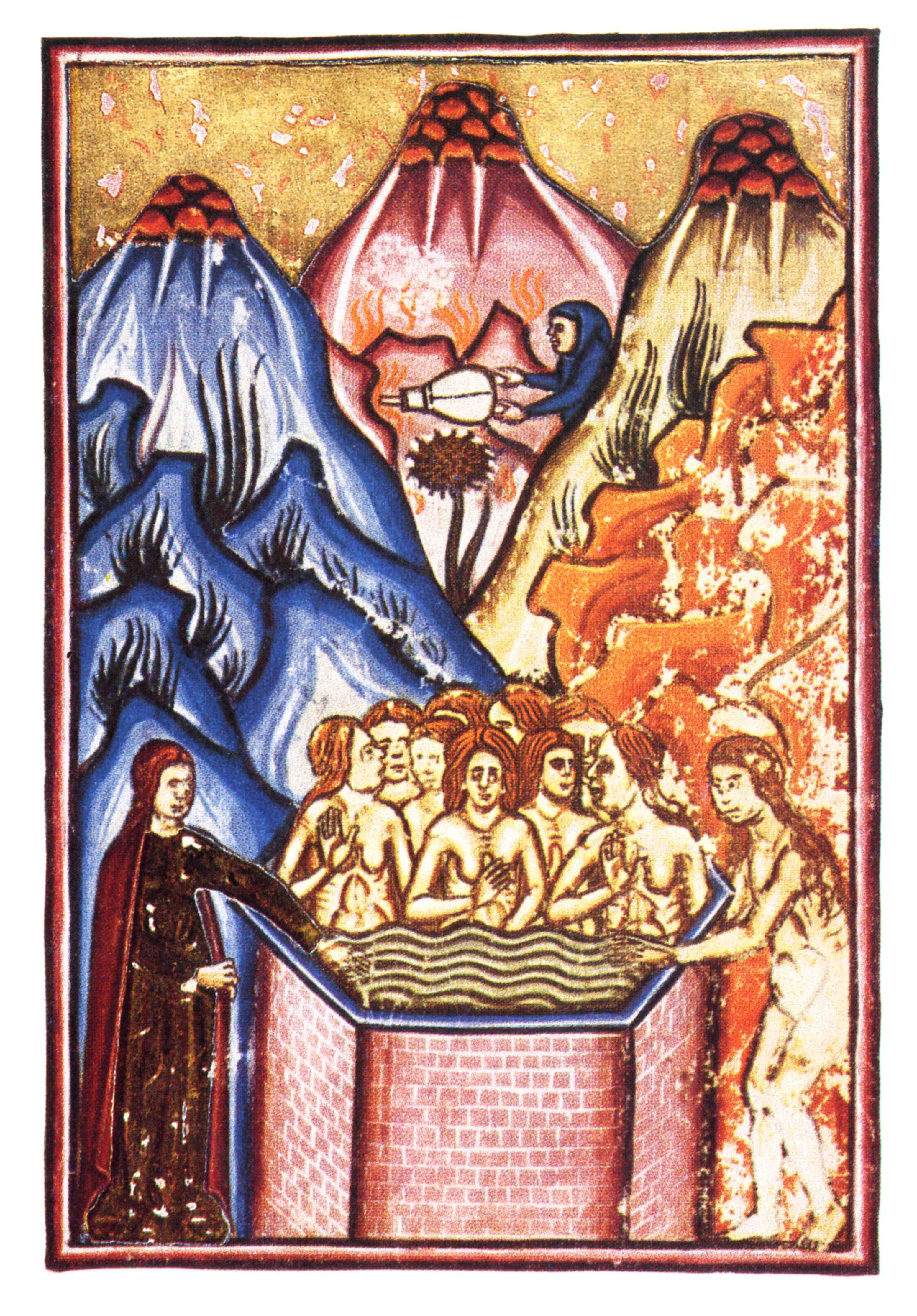
Miniatura del Codice Angelico

La Solfatara si colloca nel III periodo eruttivo flegreo e la sua formazione è avvenuta 3.700-3.900 anni fa. Già famosa durante l'epoca imperiale romana, Strabone, nel suo Strabonis geographica, la descrive come la dimora del dio Vulcano, ingresso per gli Inferi, chiamandola Forum Vulcani. Viene inoltre menzionata anche da Plinio il Vecchio come Fontes Leucogei per le acque alluminose e biancastre che sgorgano ancora tutt'oggi. Durante tale periodo iniziò una prima attività mineraria per l'estrazione di bianchetto, utilizzato come stucco, che poteva essere estratto dietro un pagamento di 20.000 sesterzi.
Nel 1198, durante il regno di Federico II di Svevia, Scipione Mazzella racconta di una disastrosa eruzione della Solfatara, accompagnata da un violento terremoto. Recenti scavi hanno riportato alla luce una strada basolata romana a valle della Solfatara, la via Puteolis-Neapolim, che hanno messo in luce una necropoli del I secolo le cui sepolture, deposte negli strati piroclastici della Solfatara eruttati circa 4.000 anni fa e non ricoperte da ulteriori strati eruttivi, hanno invece dimostrato l'infondatezza della notizia: con molta probabilità si trattò di un intensificarsi dell'attività fumarolica accompagnata anche da una maggiore emissione di pillacchere, ossia gli schizzi di fango.
Durante il Medioevo l'attività estrattiva di minerali raggiunse il suo apice. Nel 1687 nel cratere fu costruita una fabbrica per depurare l'allume ed inoltre si estraeva la polvere d'Ischia, il rosso di Pozzuoli, la terra gialla, la piombina, il bianchetto e lo zolfo. Tra il XVIII e il XIX secolo la Solfatara divenne tappa obbligata del Grand Tour e per i suoi vapori utilizzati per le stufe, ed i fanghi e le acque, considerati medicamentosi, divenne uno dei 40 stabilimenti termali più famosi dei Campi Flegrei.
Nel 1900 iniziarono le prime visite guidate all'interno del cratere, mentre l'attività termale, nonostante fosse pubblicizzata da fogli e stampe illustrative, con il progredire della scienza medica, iniziò un lento declino, tanto che intorno agli anni venti ogni attività fu abbandonata. Anche l'estrazione di minerali, ormai ridotta solo a quella della pietra alchitrachite, cessò definitivamente negli anni Cinquanta.
Al centro della cosiddetta Piccola Solfatara, un insieme di fumarole poste ai piedi del Monte Olibano, la cui attività oggi risulta estremamente ridotta, nel 1904 e 1921, si sono verificate delle esplosioni durante le quali si sono aperte nuove fumarole la cui colonna di vapore fuoriusciva con grande gettito e forte sibilo, a una temperatura oscillante fra i 100° e i 140°: quella apertasi con una grande esplosione la mattina del 21 aprile 1921, mostrò una buca imbutiforme asciutta dalla quale fuoriusciva un fortissimo gettito di vapore di colore bianco che emanava un intenso odore di zolfo e depositava sulle pietre circostanti del realgar di colore rosso-arancione. Nella spianata della caldera, nel 1874, 1898, 1907, 1910, 1913, 1970 si sono verificate, provocate da piogge, delle depressioni imbutiformi di pochi metri di profondità, che, ricolme di fango bollente, formavano poi dei vulcanetti col fango proiettato fuori: tali depressioni si richiudevano successivamente durante la stagione secca.

Vulcanetto formatosi nel 1898

A seguito delle crisi bradisismiche del 1970-1972 e 1982-1984, l'attività della Solfatara, che rappresenta un certo pericolo per le circostanti aree urbanizzate, è sorvegliata da una rete di strumenti, che fanno del vulcano un laboratorio naturale di studi geologici. Durante la cosiddetta seconda crisi di Pozzuoli del 1983-1984, quando il bradisismo montava ad un ritmo di 3 mm al giorno, i numerosissimi terremoti che quotidianamente accompagnavano il fenomeno nel suo parossismo, causarono una frattura trasversale attraverso tutta la spianata della caldera, la quale impiegò parecchi mesi per ricolmarsi: da allora, per ovvi motivi di sicurezza, la caldera è ampiamente recintata, obbligando i visitatori a percorrerla in gran parte perimetralmente.
All'inizio del anni 2000, a seguito di precipitazioni meteorologiche, sono ricomparse le tracce, solo a livello di fondazione, di piccoli edifici, riferibili con ogni probabilità agli impianti destinati agli avventori che venivano a curarsi nella Solfatara: Nelle più antiche incisioni che ritraggono la Solfatara, infatti, sono riconoscibili delle capanne quadrangolari, forse destinate a spogliatoi o a semplici ambienti di soggiorno in cui si veniva sottoposti ai vari trattamenti, quali ad esempio i fanghi; questi ritrovamenti sono visibili fra l'ingresso alla caldera ed il pozzo. Dalla fine dell'inverno 2009 l'adiacente area dei Pisciarelli è sede di un'intensa attività fumarolica e presenta diverse pozze di fango ribollenti larghe alcuni metri.
Il 12 settembre 2017, tre persone caddero all'interno di una voragine venutasi a creare in un'area interdetta, probabilmente a seguito delle intense precipitazioni dei giorni precedenti, provocandone la morte: l'intera area del cratere venne chiusa al pubblico e posta sotto sequestro. Nel 2023 la Solfatara venne dissequestrata e affidata al parco regionale dei Campi Flegrei.

## Cratere

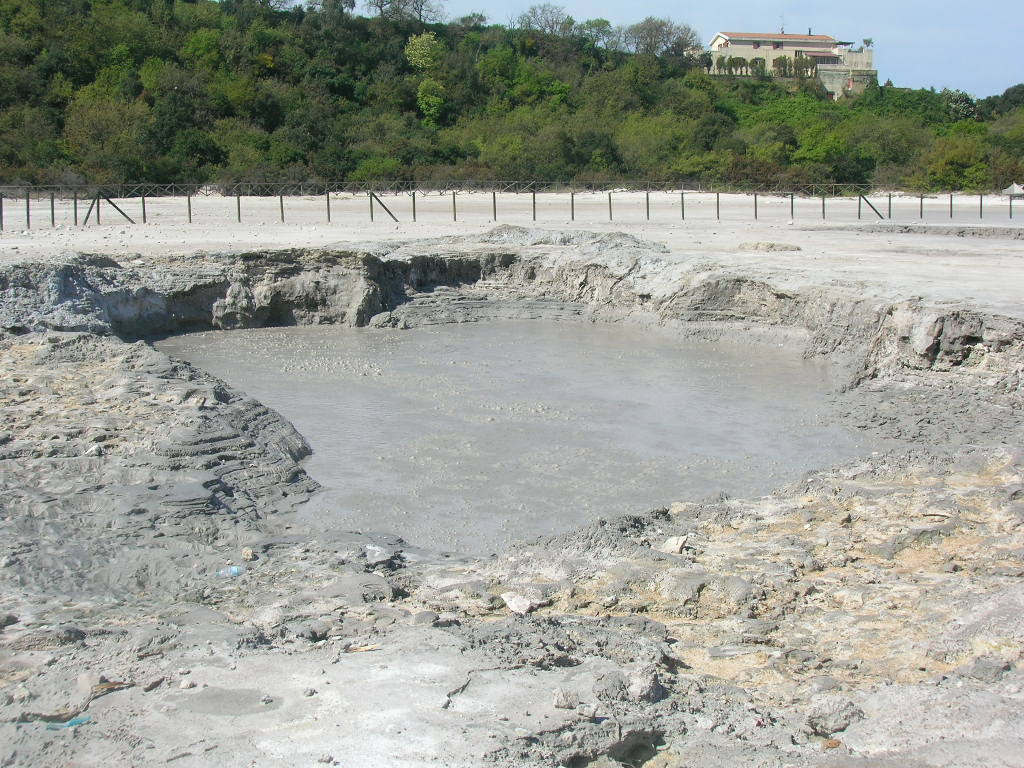
Fangaia

La visita alla solfatara viene svolta solitamente in senso antiorario seguendo il perimetro del cratere, ove si concentrano la maggior parte delle attività vulcaniche: dopo aver superato un bosco di querce ed una zona con la tipica vegetazione della macchia mediterranea si arriva ad un belvedere da dove è possibile osservare l'intera area del cratere. Si prosegue per il pozzo d'acqua minerale, la fangaia, le cave di pietra trachite, la grande fumarola e le stufe antiche.

### Il pozzo d'acqua minerale
Il pozzo d'acqua minerale ha una profondità di circa dieci metri e la sua falda varia nel tempo a seconda sia delle precipitazioni sia per l'effetto del bradisismo: nel 1913 la temperatura dell'acqua, che ha un sapore asprigno, simile al limone, era di 70º. L'attuale pozzo fu costruito nel XIX secolo e serviva sia per cure termali che per estrarre allume: infatti analisi dell'acqua, effettuate da Sabatino De Luca, un noto chimico dell'università di Napoli, rivelarono un contenuto di allume, ossidi di zolfo, solfati di calcio, magnesio, ed altri minerali. L'acqua termominerale della Solfatara veniva attinta fin dal Medioevo. Per Pietro da Eboli il Balneum Sulphatara era ritenuto miracoloso per la cura della sterilità femminile, ridando fecondità alle donne sterili: in miniatura del Codice Angelico si notano donne immerse fino alla vita in una vasca esagonale in muratura mentre tra le rocce un personaggio incrementa con un soffietto le fiamme e le esalazioni provenienti da varie fumarole a forma di vulcanetti. Quest'acqua inoltre era utilizzata per alleviare i sintomi del vomito, dei dolori allo stomaco ed ancora guariva dalla scabbia, distendeva i nervi, acuiva la vista e toglieva la febbre coi brividi.

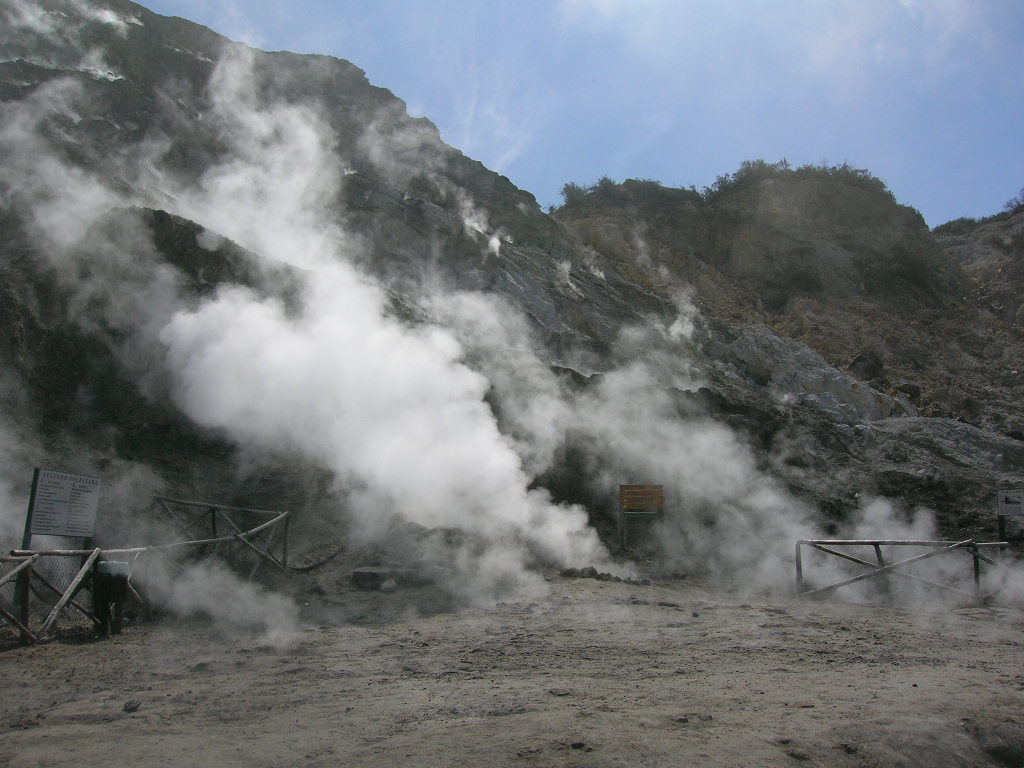
Bocca grande

### Fangaia
La fangaia è formata da acqua piovana e da condensazione del vapore acqueo che mescolandosi con materiale argilloso forma del fango, il quale con le alte temperature del suolo ribolle. Il fango, utilizzato anche per fini termali, è ricco di minerali quali boro, sodio, magnesio, vanadio, arsenico, zinco, iodio, antimonio, rubidio; dalla Fangaia fuoriescono anche dei gas, ad una temperatura che si aggira tra 170° e 250° gradi, e dalla composizione varia. Sulla superficie del fango si notano delle striature scure, le quali costituiscono colonie di archeobatteri, chiamati Sulfolobus solfataricus, che riescono a sopravvivere alle alte temperature e riscontrate solo in tali luoghi; altro tipo d'invertebrato che vive nella solfatara è la Seira tongiorgii, descritta per la prima volta nel 1989.

### Le cave di pietra trachite
Le cave di pietra trachite offrono la possibilità di osservare l'antica attività mineraria che si è svolta fino intorno agli anni cinquanta del XX secolo: si estraeva oltre alla pietra alchitrachite anche allume e bianchetto.

### La Bocca Grande

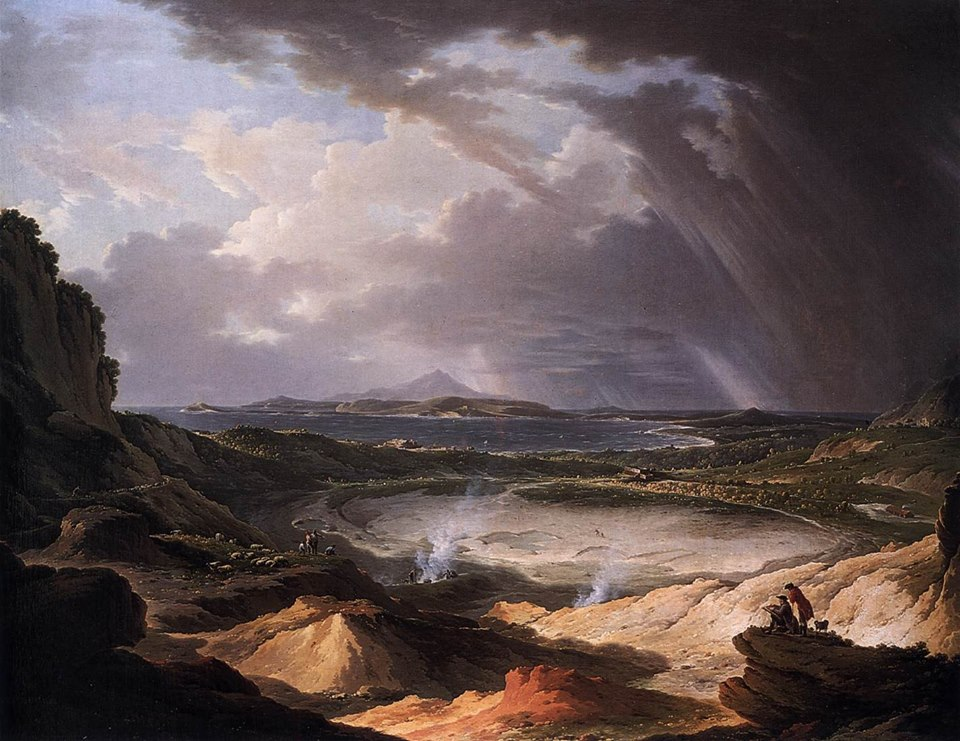
Forum Vulcani

La Bocca Grande è la principale fumarola della Solfatara con il vapore, dal caratteristico odore di zolfo simile a uova marce, che raggiunge temperature di circa 160°. Denominata dagli antichi Forum Vulcani, nei suoi vapori si trovano sali come il realgar, il cinabro e l'orpimento che posandosi sulle rocce circostanti danno una colorazione giallo-rossastra. Nelle sue vicinanze, il vulcanologo tedesco Immanuel Friedländer, fece edificare un osservatorio all'inizio del Novecento, poi crollato a seguito del bradisismo e dell'aumento dell'attività della fumarola.

### Le Stufe Antiche

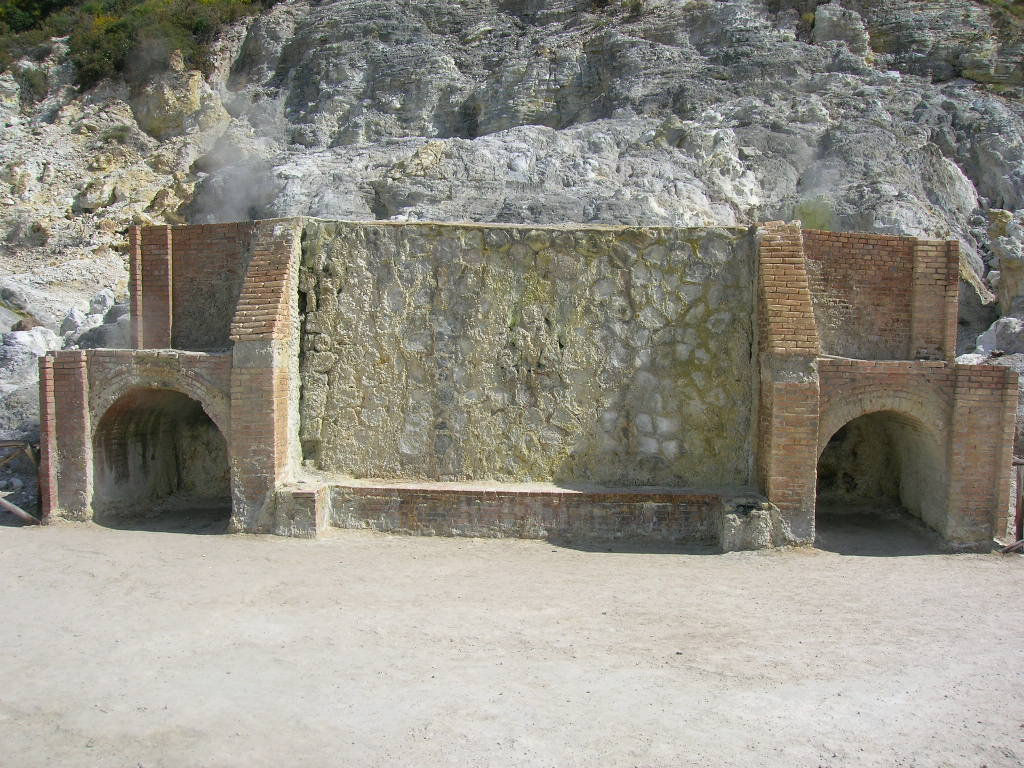
Stufe antiche

Le Stufe Antiche, realizzate nell'Ottocento ed in seguito rivestite di mattoni, sono due grotte naturali che utilizzando i vapori delle fumarole erano sfruttate ai fini termali: chiamate una del Purgatorio e l'altra dell'Inferno a causa della variazione di temperatura tra le due, oggi non sono più utilizzate. Nel periodo in cui venivano effettuate le cure termali le persone potevano sostare al loro interno soltanto alcuni minuti: ciò causava un'eccessiva sudorazione e si inalavano vapori solfurei ritenuti ottimali per la cura di patologie delle vie respiratorie e della pelle. Nelle vicinanze delle stufe è possibile ritrovare cristalli di zolfo e allume.